# Giro d'Italia Ciclocross 2021-2022
Navigation
2020-2021 2022-2023
Le Giro d'Italia Ciclocross 2021-2022 a eu lieu d'octobre à décembre 2021. Il comprend sept manches masculines et féminines.

## Barème
Chaque manche attribue des points aux quinze meilleurs de l'épreuve selon le système suivant.
| Position | 1° | 2° | 3° | 4° | 5° | 6° | 7° | 8° | 9° | 10° | 11° | 12° | 13° | 14° | 15° |
| Points   | 30 | 26 | 22 | 19 | 16 | 13 | 11 | 9  | 7  | 6   | 5   | 4   | 3   | 2   | 1   |

## Hommes élites

### Calendrier et podiums
| # | Date       | Lieu                | Vainqueur          | Deuxième           | Troisième          | Leader du général  |
| - | ---------- | ------------------- | ------------------ | ------------------ | ------------------ | ------------------ |
| 1 | 10/10/2021 | Buja - Osoppo       | Gioele Bertolini   | Federico Ceolin    | Samuele Leone      | Gioele Bertolini   |
| 2 | 17/10/2021 | Sant'Elpidio a Mare | Jakob Dorigoni     | Gioele Bertolini   | Cristian Cominelli | Gioele Bertolini   |
| 3 | 24/10/2021 | Corridonia          | Jakob Dorigoni     | Cristian Cominelli | Samuele Leone      | Cristian Cominelli |
| 4 | 14/11/2021 | Follonica           | Antonio Folcarelli | Cristian Cominelli | Marco Pavan        | Cristian Cominelli |
| 5 | 28/11/2021 | Mattinata           | Antonio Folcarelli | Cristian Cominelli | Ettore Loconsolo   | Cristian Cominelli |
| 6 | 19/12/2021 | Gallipoli           | Cristian Cominelli | Antonio Folcarelli | Marco Pavan        | Cristian Cominelli |
| 7 | 30/12/2021 | Ferentino           | Ettore Loconsolo   | Antonio Folcarelli | Marco Pavan        | Cristian Cominelli |

### Classement général[2]
| Pos. | Coureur            | Points |
| ---- | ------------------ | ------ |
| 1    | Cristian Cominelli | 168    |
| 2    | Antonio Folcarelli | 158    |
| 3    | Marco Pavan        | 121    |
| 4    | Ettore Loconsolo   | 85     |
| 5    | Vittorio Carrer    | 65     |
| 6    | Stefano Capponi    | 63     |
| 7    | Jakob Dorigoni     | 60     |
| 8    | Gioele Bertolini   | 56     |
| 9    | Samuele Leone      | 55     |
| 10   | Tommaso Bergagna   | 51     |

## Femmes élites

### Calendrier et podiums
| # | Date       | Lieu                | Vainqueur         | Deuxième        | Troisième         | Leader du général |
| - | ---------- | ------------------- | ----------------- | --------------- | ----------------- | ----------------- |
| 1 | 10/10/2021 | Buja - Osoppo       | Rebecca Gariboldi | Alessia Bulleri | Sara Casasola     | Rebecca Gariboldi |
| 2 | 17/10/2021 | Sant'Elpidio a Mare | Rebecca Gariboldi | Sara Casasola   | Alice Papo        | Rebecca Gariboldi |
| 3 | 24/10/2021 | Corridonia          | Sara Casasola     | Alessia Bulleri | Alice Papo        | Sara Casasola     |
| 4 | 14/11/2021 | Follonica           | Sara Casasola     | Alessia Bulleri | Rebecca Gariboldi | Sara Casasola     |
| 5 | 28/11/2021 | Mattinata           | Alice Papo        | Lisa Canciani   | Tanya Donati      | Sara Casasola     |
| 6 | 19/12/2021 | Gallipoli           | Alessia Bulleri   | Sara Casasola   | Asia Zontone      | Sara Casasola     |
| 7 | 30/12/2021 | Ferentino           | Alessia Bulleri   | Sara Casasola   | Carlotta Borello  | Sara Casasola     |

### Classement général[2]
| Pos. | Coureur           | Points |
| ---- | ----------------- | ------ |
| 1    | Sara Casasola     | 160    |
| 2    | Alessia Bulleri   | 154    |
| 3    | Alice Papo        | 106    |
| 4    | Lisa Canciani     | 86     |
| 5    | Rebecca Gariboldi | 82     |
| 6    | Carlotta Borello  | 79     |
| 7    | Asia Zontone      | 68     |
| 8    | Letizia Brufani   | 58     |
| 9    | Tanya Donati      | 53     |
| 10   | Sofia Capagni     | 34     |